# Poyen
Poyen é uma cidade  localizada no estado americano de Arkansas, no Condado de Grant.

## Demografia
Segundo o censo americano de 2000, a sua população era de 272 habitantes.
Em 2006, foi estimada uma população de 281, um aumento de 9 (3.3%).

## Geografia
De acordo com o United States Census Bureau, a localidade tem uma área de 0,6 km², sem área coberta por água. Poyen localiza-se a aproximadamente 70 m acima do nível do mar.

## Localidades na vizinhança
O diagrama seguinte representa as localidades num raio de 24 km ao redor de Poyen.